# 609
609 је била проста година.

## Догађаји
- Битка код Дхи Кара: Арапска војска Бакра ибн Ваила поразила је персијску војску (5.000 људи), на појилишту у близини Куфе (Јужни Ирак).

- Никета, рођак будућег цара Ираклија I, покреће копнену инвазију на Египат. Побеђује византијску војску под Бонусом (цомес Ориентис) изван Александрије, послату из Цариграда.
- Цар Јангди завршава Велики канал; обезбеђује непрекидан унутрашњи бродски транспорт између Жуте и Јангце реке. Мрежа канала дуга је 1.776 км  – повезује пет речних система – и протеже се од Пекинга до града Хангџоуа.
- Влада династије Суи бележи порески попис од отприлике 9 милиона регистрованих домаћинстава у Кинеском царству, чија је популација око 50 милиона људи.
- Шиби Кан постаје девети владар (каган) источно-турског каганата.
- 13. мај – Пантеон у Риму је освештао папа Бонифације IV (или 610.) као „Света Марија и мученици“ (незванично познат као „Санта Мариа Ротонда“).
- 22. децембар – Мухамед тврди да је примио оно што је требало да постане први пророк ислама.

## Смрти
- Анастасије II Антиохијски
- Теодор I Александријски